# 올버니 데블스
| 올버니 데블스 | |
| 콘퍼런스      | 동부 콘퍼런스 |
| 디비전        | 노스 디비전 |
| 설립연도      | 1998년 |
| 해체연도      | 2017년 |
| 역사          | 로웰 락 몬스터즈 (1998년~2006년) 로웰 데블스 (2006년~2010년) 올버니 데블스 (2010년~2017년) 빙엄턴 데블스 (2017년~현재) |
| 경기장        | 타임스 유니언 센터 보드워크 홀 (제2홈경기장)                                                                           |
| 연고지        | 뉴욕주 올버니 |
| 상징색        | 빨강, 검정, 하양 |
| 구단주        | 뉴저지 데블스 |
| 단장          | 톰 피츠제럴드 |
| 감독          | 릭 코왈스키 |
| NHL 제휴      | 뉴저지 데블스 |
| ECHL 제휴     | - |
| 정규시즌 우승 | - |
| 콘퍼런스 우승 | - |
| 디비전 우승   | 2 (1999, 2002) |
| 칼더 컵       | - |
| 영구 결번     | - |

올버니 데블스(Albany Devils)는 미국 뉴욕주 올버니를 연고지로 하는 AHL의 동부 콘퍼런스 노스 디비전 소속 아이스 하키팀이다.
2017~2018시즌 뉴욕주 빙엄턴 (빙엄턴 데블스)로 연고지를 이전했다.

## 역대 홈경기장
| 올버니 데블스      |               |          |                       |             |
| 경기장             | 사용기간      | 수용인원 | 장소                  | 비고        |
| 타임스 유니언 센터 | 2010년~2017년 | 14,236명 | 뉴욕주 올버니         | 빈칸        |
| 보드워크 홀        | 2010년~2017년 | 10,500명 | 뉴저지주 애틀랜틱시티 | 제2홈경기장 |